# Oxynoemacheilus argyrogramma
Oxynoemacheilus argyrogramma és una espècie de peix pertanyent a la família dels balitòrids i a l'ordre dels cipriniformes.

## Descripció
Fa 6,2 cm de llargària màxima.

## Hàbitat i distribució geogràfica
És un peix d'aigua dolça, demersal i de clima subtropical, el qual viu a Àsia: els cursos d'aigua de les terres altes i de corrent moderadament ràpid, les riberes dels grans rius i els embassaments d'aigües estancades de Turquia, Síria i l'Iran, incloent-hi la conca del riu Tigris.

## Observacions
És inofensiu per als humans, el seu índex de vulnerabilitat és baix (16 de 100) i les seues principals amenaces són l'extracció d'aigua, la disminució de les pluges a causa del canvi climàtic i la construcció de preses.